# Literaturjahr 1851
Liste der Literaturjahre

◄ | 1847 | 1850 | Literaturjahr 1851 | 1852 | 1853 | 1854 | 1855 | ► | ►►

Weitere Ereignisse

## Ereignisse

### Prosa

#### Deutschsprachige Literatur
- Jeremias Gotthelf verfasst in Emmentaler Mundart die Erzählung Der Besenbinder von Rychiswyl.
- In dem Band Sommergeschichten und Lieder von Theodor Storm erscheint u. a. die Novellen Posthuma und Immensee (2. Fassung) sowie die Erzählungen Im Saal und Marthe und ihre Uhr (2. Fassung).

#### Englischsprachige Literatur
- 5. Juni: Der erste Teil des Fortsetzungsromans Uncle Tom’s Cabin; or, Life Among the Lowly (Onkel Toms Hütte) von Harriet Beecher Stowe erscheint in der Zeitschrift The National Era.

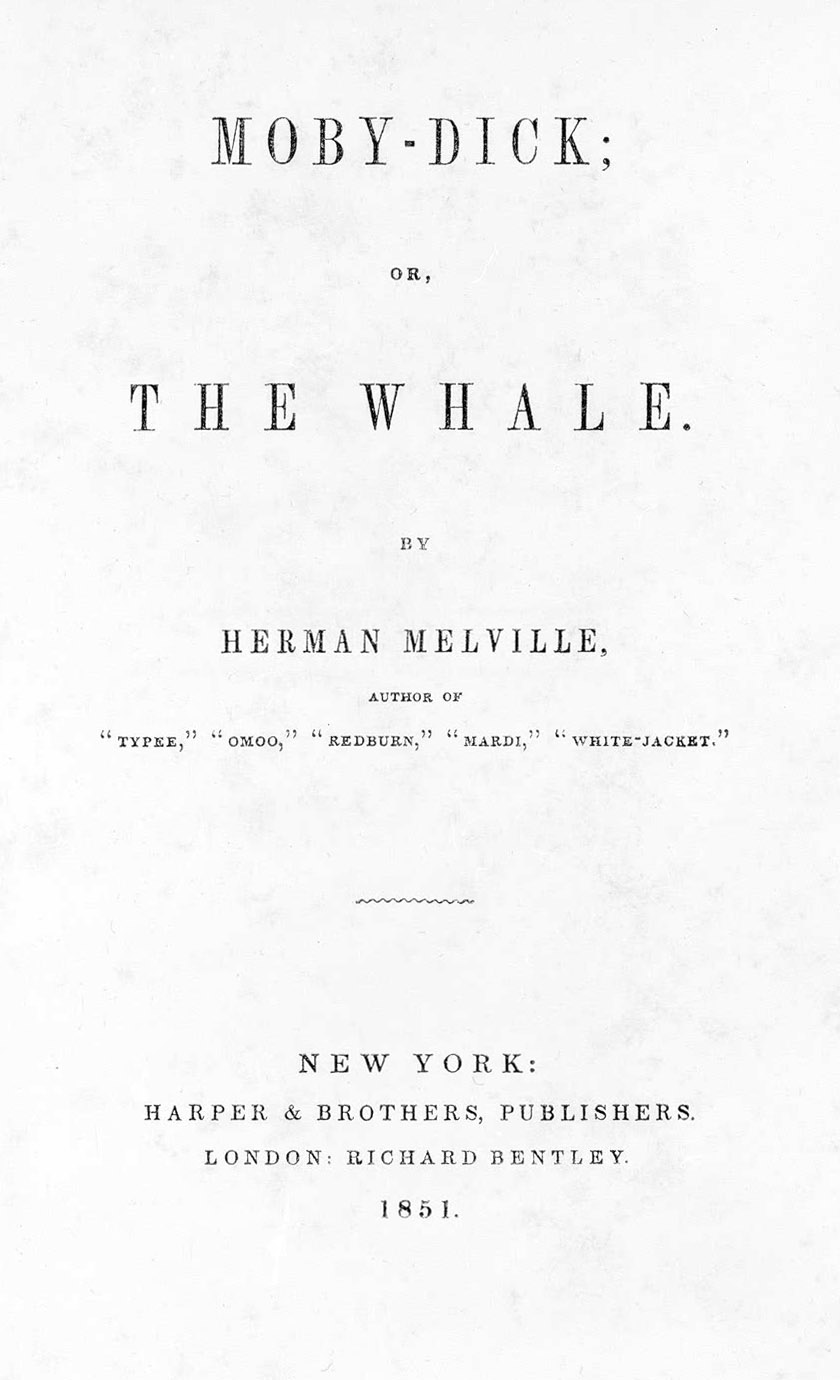
Titelseite der Erstausgabe von Moby-Dick (1851)

- 18. Oktober: Der Schriftsteller Herman Melville veröffentlicht den Roman Moby-Dick zunächst in London, kurze Zeit später in New York. Während die britische Ausgabe wohlwollende Kritik erfährt, fällt die US-amerikanische Kritik vernichtend aus, was vor allem auf die religionskritischen Passagen in dem Buch zurückzuführen ist. Melville und sein Werk geraten danach bis zu den 1920er Jahren in Vergessenheit.

- Nathaniel Hawthorne veröffentlicht den erfolgreichen Roman The House of the Seven Gables (Das Haus mit den sieben Giebeln), ein Werk der Schauerromantik, das unter anderem den Horrorschriftsteller H. P. Lovecraft inspirieren wird.

#### Französischsprachige Literatur

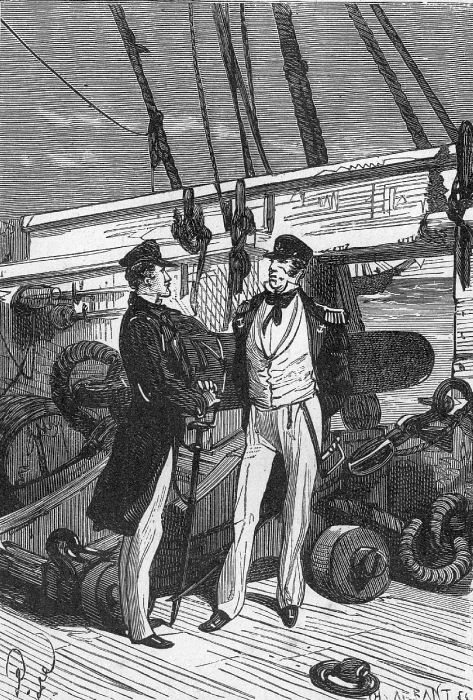
Illustration des Zeichners Jules Férat aus der Kurzgeschichte

- Juli: Jules Verne veröffentlicht in der Zeitschrift Musée des familles sein erstes Prosawerk, die Kurzgeschichte L'Amérique du Sud. Études historiques. Les premiers navires de la marine mexicaine (Ein Drama in Mexiko).
- August: Jules Verne veröffentlicht die Kurzgeschichte La science en famille. Un voyage en ballon. (Réponse à l’énigme de juillet.) (Ein Drama in den Lüften). Die Geschichte enthält zahlreiche Motive, die Verne in seinem Roman Fünf Wochen im Ballon wieder aufgreifen wird.

- Zwei Jahre nach dem gleichnamigen Theaterstück veröffentlicht der französische Schriftsteller Henri Murger den Roman Les scènes de la vie de bohème, der ein halbes Jahrhundert später Vorlage für Giacomo Puccinis Oper La Bohème werden wird. Im selben Jahr veröffentlicht Murger auch die Werke Les scènes de la vie de la jeunesse und Les Pays latin.
- Von Gérard de Nerval erscheint in Paris in 2 Bänden die Voyage en Orient.

### Drama
- 8. Januar: Das Theaterstück in einem Akt Fantasie von „Kosma Prutkow“ erlebt seine Uraufführung in St. Petersburg.

### Lyrik

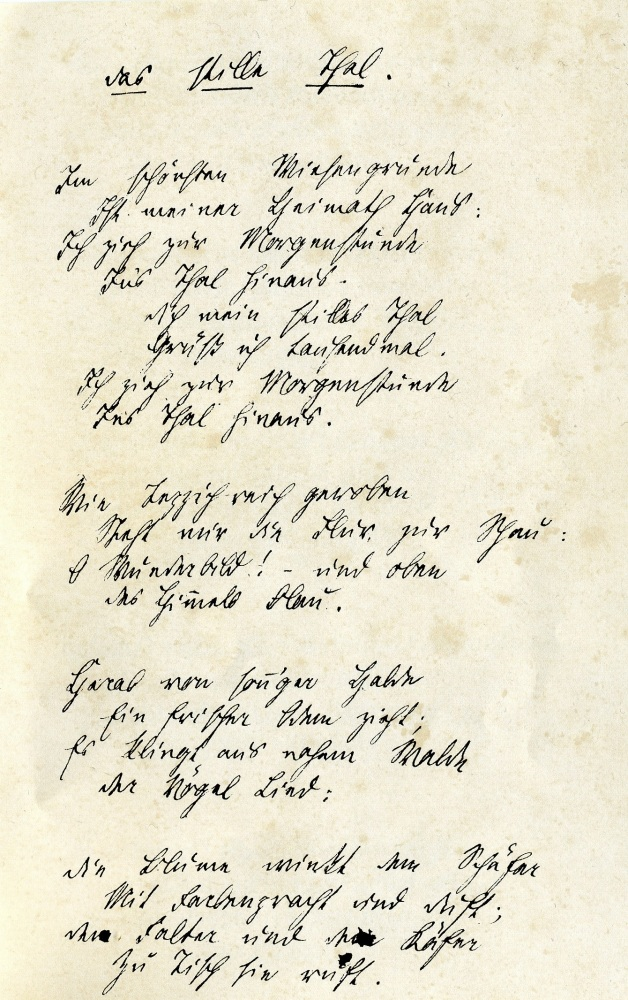
Teil der Handschrift Ganzhorns Das stille Tal

- November: Wilhelm Ganzhorn veröffentlicht das zur Melodie des Liedes Drei Lilien, drei Lilien, die pflanzt ich auf mein Grab geschriebene 13-strophige Gedicht Im schönsten Wiesengrunde unter dem Namen Das schöne Tal.

Heinrich Heine veröffentlicht seine dritte und zu seinen Lebzeiten letzte Gedichtsammlung Romanzero. Das Werk, das er wegen seiner chronischen Erkrankung zumindest teilweise seinem Sekretär diktieren muss, gliedert sich in drei Teile, Historien, Lamentationen und Hebräische Melodien. Alle drei Bücher werden durch je ein zweistrophiges Gedicht im Kreuzreim eingeleitet, das eine allgemeine Lebensweisheit beinhaltet. In seinen oft mehrgliedrigen Gedichten setzt sich Heine kritisch mit Themen um Gesellschaft, Politik, Religion und der Literatur bzw. der literarischen Zukunft und in diesem Zusammenhang auch mit seiner eigenen Rolle als Dichter auseinander. Das Werk wird in Österreich im gleichen Jahr verboten, in Preußen polizeilich beschlagnahmt.

### Wissenschaftliche Werke

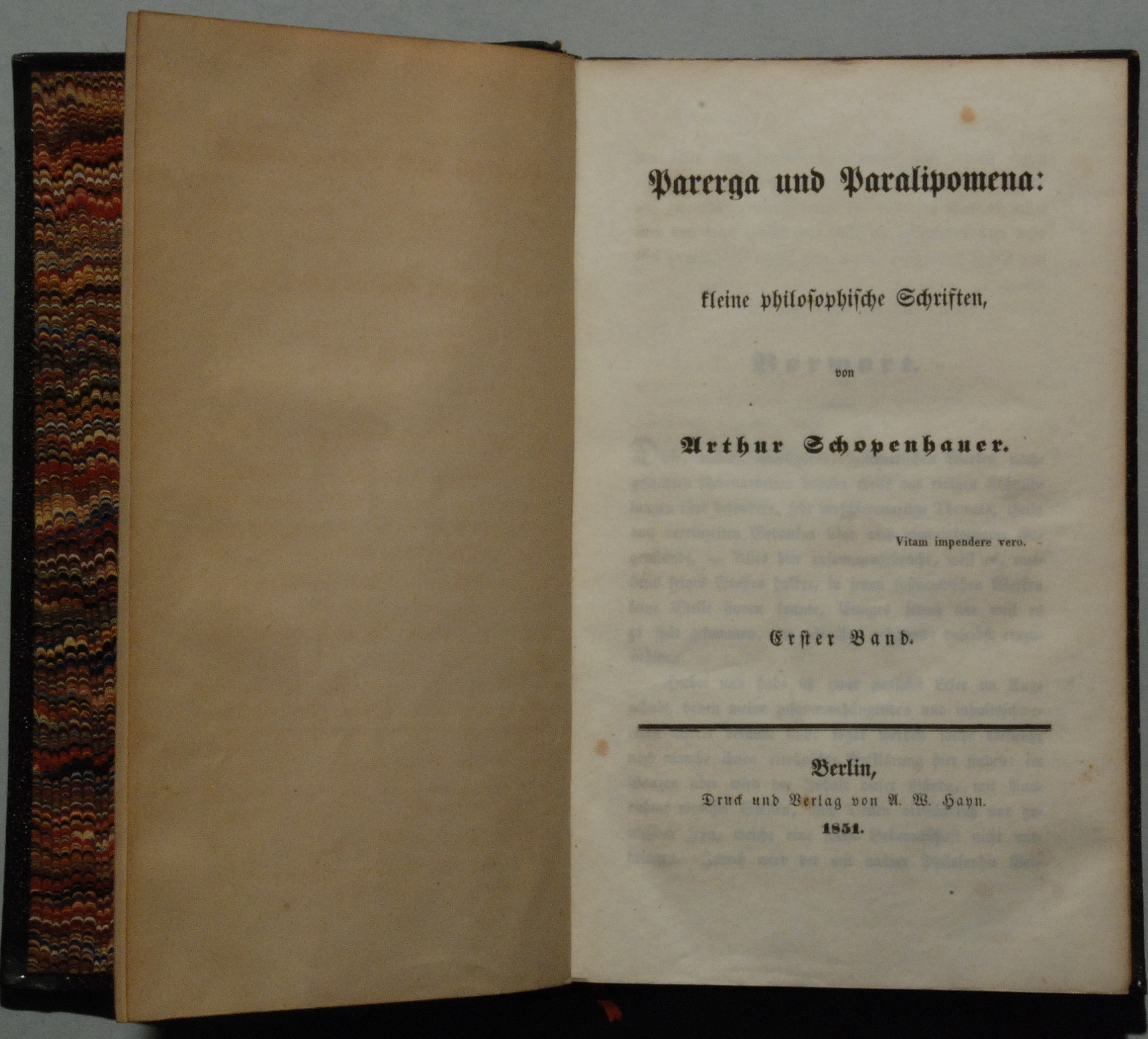
Erstausgabe von Parerga und Paralipomena

- Arthur Schopenhauer veröffentlicht in der zweibändigen Sammlung Parerga und Paralipomena seine Aphorismen zur Lebensweisheit ,[1] die den bis dahin kaum beachteten Philosophen bekannt machen.

### Periodika
- 18. September: Die erste Ausgabe der von Henry J. Raymond und George Jones gegründeten US-amerikanischen Tageszeitung The New York Times erscheint unter dem Titel The New York Daily Times.

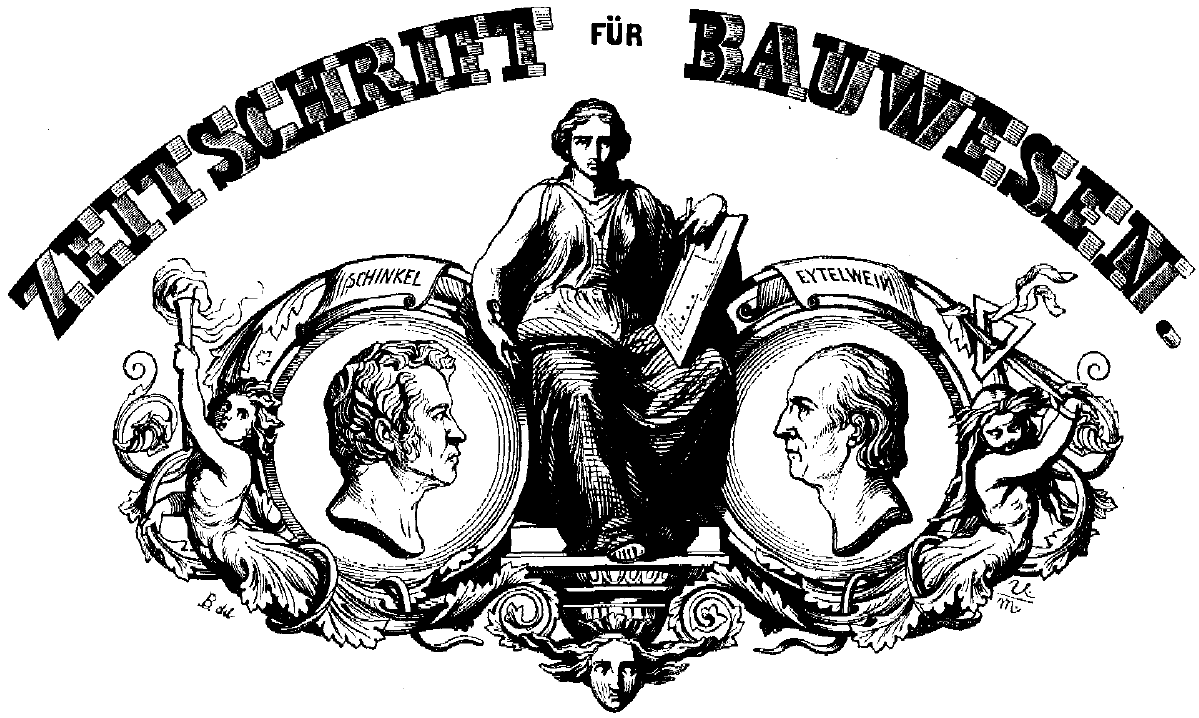
Zeitschrift für Bauwesen, Logo 1851

- Der Verlag Wilhelm Ernst & Sohn wird gegründet und gibt erstmals die Zeitschrift für Bauwesen heraus, eine Fachzeitschrift für Bauwesen und Architektur.

### Sonstiges
- 2. Dezember: Victor Hugo wird nach dem Staatsstreich von Präsident Louis-Napoléon Bonaparte, gegen den er heftig polemisiert hat, verhaftet und anschließend aus Frankreich verbannt. Er begibt sich ins Exil auf die Kanalinsel Jersey, von wo aus er weiter gegen Napoléon anschreibt.
- 24. Dezember: Ein Feuer wütet in der Library of Congress. 35.000 Bücher und andere Einrichtungsgegenstände, darunter ein Originalporträt von Christoph Kolumbus, werden ein Raub der Flammen.

## Geboren
- 18. Januar: Heinrich Friedjung, österreichischer Historiker, Publizist und Journalist († 1920)
- 25. Januar: Arne Garborg, norwegischer Schriftsteller († 1924)

- 20. Februar: Richard Weitbrecht, deutscher Theologe und Schriftsteller († 1911)
- 21. Februar: Ernst von Hesse-Wartegg, österreichischer Diplomat und Reiseschriftsteller († 1918)

- 4. März: Alexandros Papadiamantis, griechischer Schriftsteller († 1911)
- 26. März: Julius Langbehn, deutscher Schriftsteller und Kulturkritiker († 1907)

- 1. April: Kristofer Randers, norwegischer Schriftsteller († 1917)
- 9. April: Thor Lange, dänischer Schriftsteller und Übersetzer († 1915)
- 20. April: Eduardo Acevedo Díaz, uruguayischer Schriftsteller und Politiker († 1921)

- 10. Juni: Anton Matosch, österreichischer Bibliothekar und Mundartdichter († 1918)

- 23. August: Alois Jirásek, tschechischer Schriftsteller und Historiker († 1930)
- 28. August: Ivan Tavčar, slowenischer Anwalt, Politiker und Schriftsteller († 1923)

- 2. September: August Freudenthal, deutscher Autor und Journalist († 1898)
- 2. September: Richard Voß, deutscher Schriftsteller († 1918)
- 16. September: Emilia Pardo Bazán, spanische Schriftstellerin († 1921)

- 12. November: Eduard Engel, deutscher Literaturhistoriker und Stilist († 1938)
- 10. Dezember: Melvil Dewey, US-amerikanischer Bibliothekar († 1931)

## Gestorben
- 16. Januar: Karl von Müffling, preußischer Generalfeldmarschall, Militärschriftsteller und Geodät (* 1775)
- 19. Januar: Esteban Echeverría, argentinischer Dichter (* 1805)

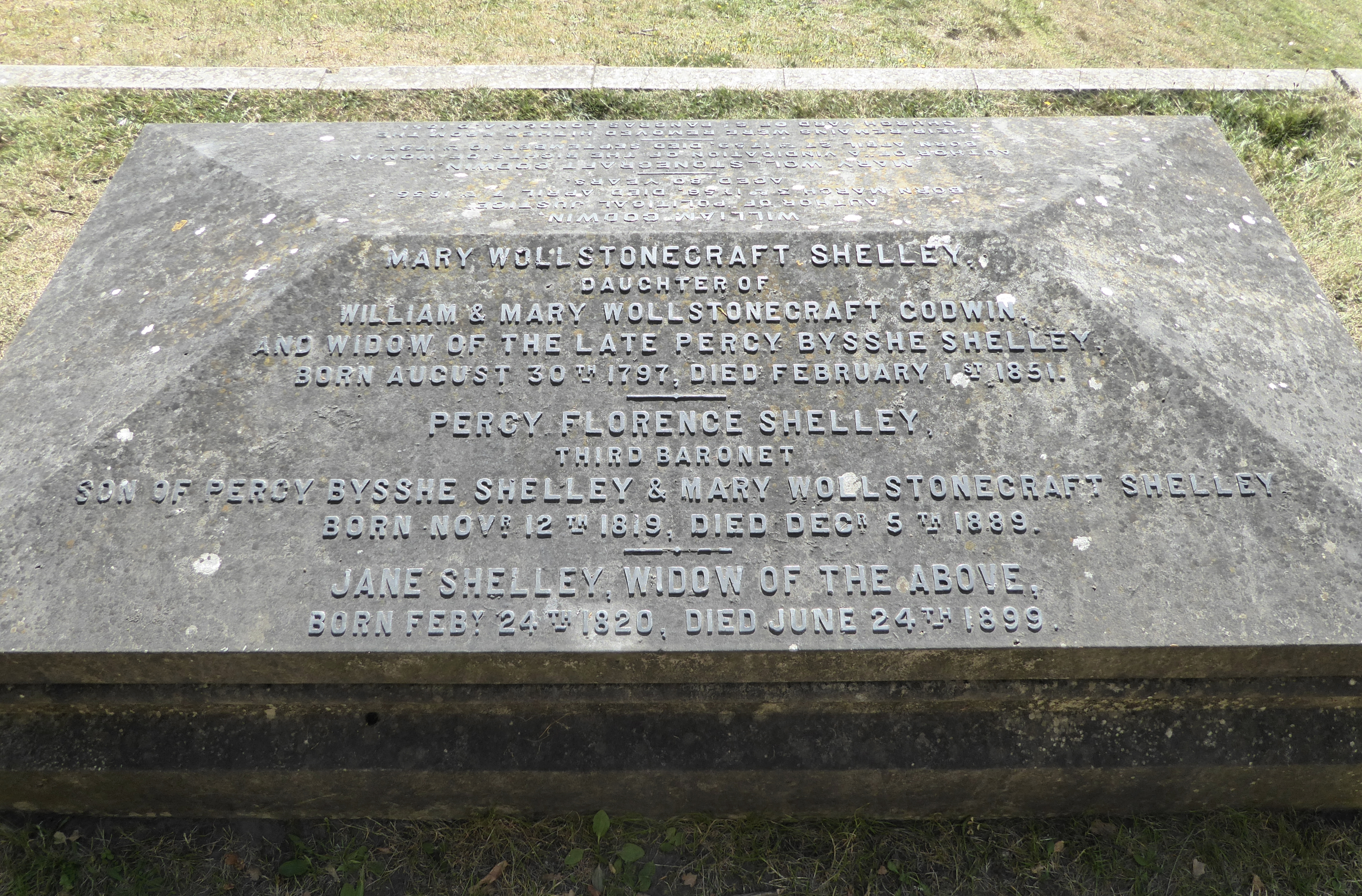
Das Grab der Shelleys

- 1. Februar: Mary Shelley, englische Schriftstellerin (* 1797)
- 15. Februar: Michel Théodore Leclercq, französischer Schriftsteller (* 1777)

- 12. April: Martin Schrettinger, deutscher Priester und Bibliothekar (* 1772)
- 17. Juli: Béni Egressy, ungarischer Komponist, Librettist, Übersetzer und Schauspieler (* 1814)

- 1. August: Wilhelm Joseph Behr, deutscher Jurist, Politiker und Schriftsteller (* 1775)
- 7. August: Johann Gottfried Gruber, deutscher Literaturhistoriker und Schriftsteller (* 1774)

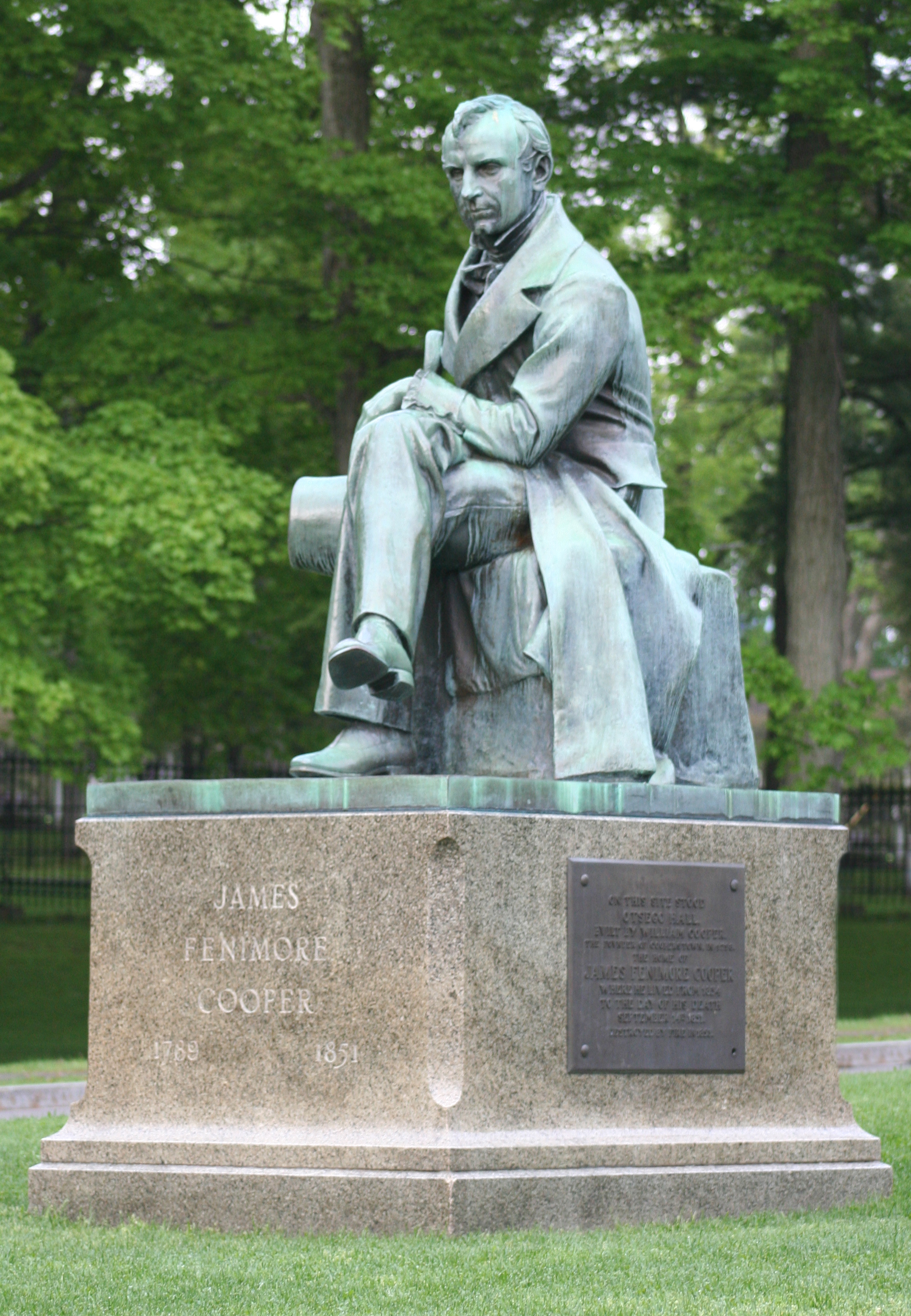
Statue James F. Coopers in Cooperstown

- 14. September: James Fenimore Cooper, US-amerikanischer Schriftsteller (* 1789)

- 30. November: Wilhelm Meinhold, deutscher Schriftsteller und Pfarrer (* 1797)
- 31. Dezember: Friedrich Karl Ludwig Textor, deutscher Jurist und Mundartschriftsteller (* 1775)